# Gretel Adorno
Gretel Adorno z domu Karplus (ur. 10 czerwca 1902 w Berlinie, zm. 16 lipca 1993 we Frankfurcie nad Menem) – niemiecko-żydowska chemiczka i filozofka. Była żoną Theodora W. Adorno. Związana była z pierwszym pokoleniem szkoły frankfurckiej (w tym jako korespondentka Waltera Benjamina od roku 1933 do jego samobójczej śmierci) oraz z, jak określa to Susan Buck-Morss, „berlińskim kołem” Adorna (m.in. z Siegfriedem Kracauerem, Ernstem Blochem, Bertoltem Brechtem). Była jedną z osób biorących udział w toczącej się w 1929 r. w Königstein dyspucie mającej według historyków wpływ na prace Benjamina nad Pasażami. W historiografii szkoły frankfurckiej obecna jest jako sekretarka Adorna w Instytucie Badań Społecznych. Była edytorką pism Adorna pracującą po jego śmierci m.in. nad nieukończonym rękopisem rozprawy o estetyce opublikowanym ostatecznie w 1970 r. jako Teoria estetyczna.

## Życiorys
Urodziła się w fabrykanckiej rodzinie zasymilowanych Żydów o korzeniach wiedeńskich (jej ojciec Josef Albert Karplus przeniósł się w 1887 r. z Wiednia do Berlina, gdzie założył fabrykę wyrobów skórzanych Karplus & Herzberger). Odbyła edukację w żeńskiej szkole Schillerlyzeum, a w 1921 r. rozpoczęła studia chemiczne i filozoficzne na Uniwersytecie Fryderyka Wilhelma w Berlinie. Studia na obu kierunkach ukończyła cum laude w 1923 r., a 4 sierpnia 1925 otrzymała stopień doktora za rozprawę o wpływie hydratu wapnia na cetan (pisaną u Wilhelma Schlenka). Odbyła kolejno praktyki chemiczne w zakładzie IG Farben AG we Frankfurcie nad Menem, a w latach 1930–1932 samodzielnie zarządzała berlińską fabryką swojego ojca. Dochody uzyskiwane w fabryce umożliwiły jej udzielanie pomiędzy 1932 a 1937 r. wsparcia finansowego Walterowi Benjaminowi – jej korespondentowi, którego prac (np. Exposé do Pasaży oraz opublikowanego pośmiertnie O pojęciu historii) była komentatorką.
Około 1923 r. poznała Theodora Adorna. Według Boeckmann ich pierwsze spotkanie miało związek ze wzajemnymi kontaktami ich ojców. Oskar Wiesengrund, ojciec Adorna, zaopatrywał w materiały przemysłowe Karplusa. W okresie poprzedzającym zawarcie związku małżeńskiego ich relacja miała także charakter intelektualny. Gretel Karplus była m.in. mediatorką w polemice Adorna z Benjaminem o wstępnej formy planowanych wówczas przez Benjamina Pasaży. Po wyjeździe do Anglii Adorno (studiujący od 1934 r. filozofię na Uniwersytecie Oksfordzkim) odwiedzał Gretel Karplus w Berlinie. W 1937 r., rok po sprzedaży fabryki ojca, Gretel Karplus dołączyła do Adorna w Londynie, gdzie w tym samym roku odbył się ich ślub. W lutym 1938 r. wspólnie wyemigrowali do Stanów Zjednoczonych, gdzie od 1941 r. mieszkali razem z Maxem Horkheimerem w Kalifornii.
Po otrzymaniu przez Theodora Adorna we wrześniu 1949 r. zaproszenia od Uniwersytetu we Frankfurcie nad Menem wrócił on do Europy, zaś Gretel dołączyła do niego w kwietniu 1950 r. W latach pięćdziesiątych podjęła oficjalnie pracę w Instytucie Badań Społecznych w jego wydziale zajmującym się przygotowywaniem publikacji pracowników. Uczestniczyła wówczas również w kształceniu studentów. Po śmierci męża w 1969 r. kontynuowała swoje wcześniejsze prace, obejmując także pieczę nad dorobkiem męża. 29 listopada 1970 r. miała miejsce jej nieudana próba samobójcza, po której została ubezwłasnowolniona. Zmarła 23 lata później, 16 lipca 1993.